# Liste d'universités d'arts libéraux
Voici une liste (non exhaustive) des universités d’arts libéraux. 

## AuCanada
- Acadia University à Wolfville, Nouvelle-Écosse, Canada
- L'Université Bishop's dans l'arrondissement de  Lennoxville dans la ville de Sherbrooke, Québec
- L'Université du Cap-Breton à Sydney, Nouvelle-Écosse
- Collège Columbia (en) à Vancouver, Colombie-Britannique, Canada
- Crandall University à Moncton, Nouveau-Brunswick
- Glendon College de l'Université York à Toronto, Ontario
- Huron University College de l'Université Western Ontario à London, Ontario
- King's University College de l'Université Western Ontario à London, Ontario
- Lakehead University à Thunder Bay, Ontario
- Laurentian University dans la région métropolitaine de Sudbury, Ontario
- Mount Allison University à Sackville, Nouveau-Brunswick
- Nipissing University à North Bay, Ontario
- Our Lady Seat of Wisdom Academy
- Quest University Canada à Squamish, Colombie-Britannique
- Redeemer University dans le quartier Ancaster de Hamilton,Ontario
- L'Université Saint-Francis-Xavier à Antigonish, Nouvelle-Écosse
- L'Université Saint-Thomas à Fredericton, Nouveau-Brunswick
- St. Thomas More College à Saskatoon, Saskatchewan (un collège membre de l'Université de la Saskatchewan)
- L'Université de Trent à Peterborough, Ontario
- Université Sainte-Anne à Pointe-de-l'Église, Nouvelle-Écosse
- University of Alberta Augustana Faculty, Alberta
- L'Université de King's College à Halifax, Nouvelle-Écosse
- University of Lethbridge à Lethbridge, Alberta
- University of Northern British Columbia à Prince George, Colombie-Britannique
- University of Prince Edward Island à Charlottetown, Prince Edward Island
- Université de Winnipeg à Winnipeg, Manitoba
- L'université d'arts libéraux de l'Université Concordia, Montréal, Québec
- Le College of the Humanities de l'Université Carleton à Ottawa, Ontario
- Providence College and Theological Seminary à Otterburne, Manitoba, Canada

## AuxÉtats-Unis

### Sept Sœurs
Ces universités sont strictement réservées aux femmes, à l'exception de Vassar (mixte depuis 1969) :
- Barnard College
- Bryn Mawr College
- Mount Holyoke College
- Smith College
- Vassar College
- Wellesley College

La septième est Radcliffe College, rattachée à Harvard en 1999 en tant qu'Institut Radcliffe des Hautes études féminines (Radcliffe Institute for Advanced Study in Women's Studies).

### Autres universités réservées aux femmes
- Agnes Scott College
- Hartford College for Women
- Université Hollins
- Mills College
- Randolph-Macon Woman's College
- Scripps College
- Simmons College
- Spelman College
- Sweet Briar College

### Universités réservées aux hommes
- Deep Springs College
- Hampden-Sydney College
- Morehouse College
- Wabash College

### Autres universités
- Adrian College
- Albertson College of Idaho
- Albion College
- Albright College
- Alice Lloyd College
- Allegheny College
- Allen University
- Alma College
- Amherst College
- Anderson College
- Antioch College
- Aquinas College
- Argosy University
- Asbury College
- Université Ashford
- Collège Assomption (en)
- College of the Atlantic
- Augsburg College
- Augustana College
- Université Baker
- Université Baldwin Wallace
- Bard College
- Barton College
- Bates College
- Université Belmont
- Beloit College
- Benedict College
- Benedictine College
- Bennett College
- Bennington College
- Berea College
- Berry College
- Bethany Lutheran College
- Bethel College (Indiana)
- Bethel College (Kansas)
- Birmingham-Southern College
- Bowdoin College
- Brevard College
- Bridgewater State College (université publique)
- Calvin College
- Carleton College
- Carroll College
- Castleton State College (université publique)
- Catawba College
- Centenary College of Louisiana
- Central College
- Centre College
- College of Charleston (université publique)
- Université Chapman
- Chatham College
- Université Christopher Newport (université publique)
- Claremont McKenna College
- Coe College (en)
- Coker College
- Colby College
- Université Colgate
- Colorado College
- Connecticut College
- Cornell College
- Université Cumberland
- University of the Cumberlands (anciennement Cumberland College)
- Curry College
- C.W. Post College
- Davidson College
- Université Denison
- Université DePaul
- Université DePauw
- Dickinson College
- Doane College
- Drew University
- Earlham College
- Eastern Connecticut State University (université publique)
- Eastern Nazarene College
- Eckerd College
- Elizabethtown College
- Elmira College
- Elon College
- Emerson College
- Emory and Henry College
- Erskine College
- Eugene Lang College
- Evergreen State College (université publique)
- Université Faulkner
- Université Finlandia
- Fort Lewis University (université publique)
- Université Francis Marion
- Franklin and Marshall College
- Franklin Pierce College
- Université Furman
- State University of New York at Geneseo (université publique)
- Geneva College
- Georgetown College
- Georgia College & State University (université publique)
- Gettysburg College
- Gordon College (Massachusetts)
- Goshen College
- Goucher College
- Grace College & Seminary
- Grinnell College
- Grove City College
- Guilford College
- Gustavus Adolphus College
- Gutenberg College
- Hamilton College
- Hamline University
- Hampshire College
- Hanover College
- Hartwick College
- Haverford College
- Heidelberg College
- Henderson State University (université publique)
- Hendrix College
- Hillsdale College
- Hiram College
- Hobart and William Smith Colleges
- College of the Holy Cross
- Hope College
- Houghton College
- Huntingdon College
- Illinois Wesleyan University
- Ithaca College
- Jamestown College
- Université de Jacksonville
- Johnson State College (université publique)
- Juniata College
- Kalamazoo College
- Keene State College (université publique)
- Kenyon College
- Keuka College
- King's College
- Knox College
- Lafayette College
- Lake Forest College
- Université Lawrence
- Lewis & Clark College
- Lingnan University (Hong Kong) (université publique)
- Louisiana College
- Luther College
- Lyndon State College (université publique)
- Lycoming College
- Lynchburg College
- Macalester College
- Université Madonna
- Manhattan College
- Manhattanville College
- Marian College
- Marietta College
- Marist College
- Marlboro College
- Mars Hill College
- Marygrove College
- Marymount College
- Maryville College
- University of Mary Washington (université publique)
- Massachusetts College of Liberal Arts (université publique)
- McDaniel College
- McKendree College
- MidAmerica Nazarene University
- Middlebury College
- Millsaps College
- Mount Vernon Nazarene University
- University of Minnesota, Morris (université publique)
- University of Montevallo (université publique)
- Moravian College
- Morningside College
- Mount Ida College
- Muhlenberg College
- Nebraska Wesleyan University
- New College of Florida (université publique)
- North Central College
- Northwest Nazarene University
- University of North Carolina at Asheville (université publique)
- Northland College
- Oberlin College
- Occidental College
- Oglethorpe University
- Université wesleyenne de l'Ohio
- Olivet College
- Olivet Nazarene University
- Ouchita Baptist University
- Pacific Lutheran University
- Pitzer College
- Point Loma Nazarene University
- Pomona College
- Prescott College
- Principia College
- Université de Puget Sound
- Ramapo College of New Jersey (université publique)
- Randolph-Macon College
- Roanoke College
- Reed College
- Rhodes College
- Ripon College
- Rochester College
- Rockford College
- Rollins College
- College of St. Benedict
- Salem College
- Sarah Lawrence College
- Sewanee, The University of the South
- Siena College
- Siena Heights University
- Simon's Rock College
- Skidmore College
- Sonoma State University (université publique)
- Southern Nazarene University
- Southern Oregon University (université publique)
- Université Southwestern
- State University of New York at Geneseo (université publique)
- St. Anselm College
- St. John Fisher College
- St. John's College
- Université de St. Lawrence
- St. Mary's College of California (université privée)
- St. Mary's College of Maryland (université publique)
- St. Olaf College
- St. Thomas Aquinas College
- St. Vincent College
- Université de Susquehanna
- Swarthmore College
- Thomas Aquinas College
- Thomas More College of Liberal Arts
- Université Transylvania
- Trevecca Nazarene University
- Trinity College (Connecticut)
- Trinity Christian College (Illinois)
- Trinity University - (Texas)
- Truman State University (université publique)
- Union College
- University of Dallas
- Université de Richmond
- University of Science and Arts of Oklahoma
- Ursinus College
- Institut militaire de Virginie (université publique)
- Virginia Wesleyan College
- Université Viterbo
- Wagner College
- Warren Wilson College
- Wartburg College
- Washington College
- Washington and Jefferson College
- Université Washington et Lee
- Wells College
- Université Wesleyenne
- Western Oregon University (université publique)
- Westminster College, Salt Lake City
- Westminster College (Missouri)
- Westminster College (Pennsylvanie)
- Westmont College
- West Virginia Wesleyan College
- Wheaton College (Illinois)
- Wheaton College (Massachusetts)
- Whitman College
- Whittier College
- Université Willamette
- William Jewell College
- William Tyndale College
- Williams College
- Wilson College
- Université du Wisconsin à Superior (université publique)
- Wittenberg University
- The College of Wooster
- World College West

## EnEurope
- Amsterdam University College, Amsterdam, Pays-Bas
- European College of Liberal Arts, Berlin, Allemagne
- Académie Roosevelt, Middelbourg, Pays-Bas
- University College Utrecht, Utrecht, Pays-Bas
- University College Maastricht, Maastricht, Pays-Bas
- Chavagnes Studium, Chavagnes-en-Paillers, France

## En Asie
- Underwood International College